# Brian Harvey
Brian Harvey (Liverpool, 21 gennaio 1947) è un allenatore di calcio ed ex calciatore inglese, di ruolo difensore e centrocampista.

## Biografia
Anche il fratello maggiore Colin è stato un calciatore. Si laurea nel 1966 alla Saint Bonaventure University di New York.
Trasferitosi negli Stati Uniti d'America, si sposa con Judy, da cui ebbe Nicole, che fu anch'essa calciatrice e poi assistente del padre.

## Carriera

### Club
Harvey si formò nello Sheffield Weds per poi giocare nel Chester, con cui disputò un incontro nella Fourth Division 1964-1965. Dopo un'esperienza con i gallesi del Rhyl e con gli australiani del South Coast Utd, nel settembre 1967 si aggregò agli statunitensi del Dallas Tornado.
Con i Tornado partecipò al tour mondiale voluto ed organizzato dal nuovo allenatore del club, il macedone-canadese Bob Kap, che vide la franchigia impegnata in una serie di massacranti incontri tra Africa, Europa, Asia e Oceania. Il tour ebbe effetti devastanti sulla squadra durante la stagione regolare, la prima della neonata NASL, che nonostante l'allontanamento di Kap, inanellò una lunga serie di sconfitte. La squadra chiuse il torneo al quarto ed ultimo posto della Gulf Division, con sole due vittorie e quattro pareggi ottenuti a fronte di ben 26 sconfitte. Harvey segnò la sua prima rete con i Tornado il 19 giugno 1968, contro il K.C. Spurs.
La stagione seguente Harvey con i suoi ottenne il terzo posto in campionato, mentre nel torneo 1970 ottenne il terzo ed ultimo posto del Southern Division.
Nel 1972 è in forza al Caroline Hill, squadra di Hong Kong, con cui raggiunge il secondo posto nella Hong Kong First Division League 1971-1972. chiuderà la carriera in Australia, giocando dapprima nel South Coast Utd e poi nel Melbourne Hakoah.

### Allenatore
Dal 1982 al 1984 guidò l'Oklahoma City Slickers, con cui raggiunse la finale dell'American Soccer League 1982.
Nel 1985 è alla guida dei Tulsa Tornados, che disputa il campionato USL. Dal 1986 diventa l'allenatore dell'Oklahoma City Stars e dal 1994 anche della sezione femminile.
Nel 1990 diviene l'allenatore dell'Oklahoma City Spirit, con cui vince il campionato organizzato dalla Lone Star Soccer Alliance nel 1990.
Ritorna alla guida degli Slickers nel 1994, rinati dalla fusione dei suoi Spirit ed gli Oklahoma City Warriors.

## Palmarès

### Allenatore
- Lone Star Soccer Alliance: 1

Oklahoma City Spirit: 1990